# Drenica

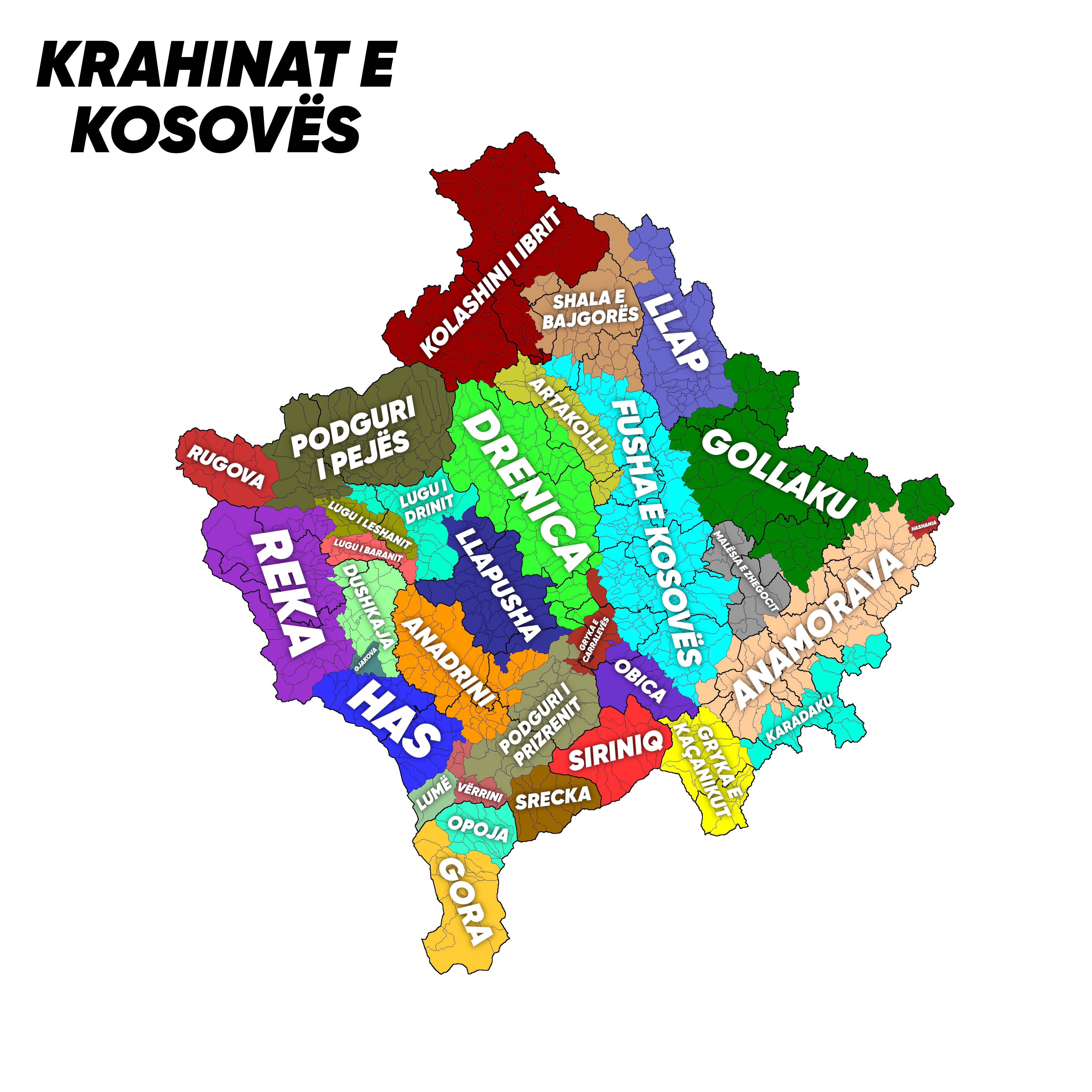
Drenica i grönt.

Drenica är en region i centrala Kosovo som sträcker sig norrut till staden Mitrovicas utkanter. Längst västerut omfattar den ett antal byar i kommunen Klina. Städerna Skenderaj och Drenas är de kommuner som är centralt belägna i Drenicadalen.